# Seznam představitelů Slaného
Seznam představitelů města Slaný od roku 1837.

## Purkmistři
- 1837–1850, Vincenc Scharf
- 1850–1865, Karel Hubatka, staročeši
- 1866–1868, Josef Hlaváček
- 1868–1871, Josef Hubatka
- 1872–1880, Antonín Prügl, staročeši
- 1881–1887, August Hemerka, šlechtic ze Stanmíru[1]
- 1887–1889, JUDr. Ferdinand Fürst, úřadující radní, který převzal pravomoce purkmistra[1]
- 1889–1900, Antonín Prügl (podruhé)

## Starostové
- 1900–1904, Antonín Formánek
- 1904–1905, JUDr. František Bouček
- 1905–1911, Václav Baňka
- 1911–1913, PhDr. Antonín Krecar
- 1913–1919, Mag. Pharm. Jan Zoula
- 1919–1921, Josef Čížek, ČSDSD
- 1921–1925, Čeněk Peters
- 1925–1926, Josef Reichert, ČSNS
- 1926–1940, Karel Vetter, ČSNS
- 1940–1944, Jaroslav Jan Pála, NS
- 1944–1945, Josef Fiala, NS, byl v čele obecní správní komise, předtím prvním náměstkem starosty Pály[2]

## PředsedovéMěNV
- 1945–1946, Josef Karbus (nestr.)
- 1946–1949, Antonín Hejduk, KSČ
- 1949–1954, Antonín Štulc, KSČ
- 1954–1960, Josef Červenka , KSČ
- 1960–1971, František Maixner, KSČ
- 1971–1976, Josef Večeřa , KSČ
- 1976–1988, Jiří Houdek , KSČ
- 1988–1989, Ing. Miloslav Rokos, KSČ

## Starostové
- 1989–1994, Pravoslav Vébr, ČSSD
- 1994–1998, Ladislav Čepelák, ODS
- 1998–2013, RNDr. Ivo Rubík, ODS
- 2013–2014, Jaroslav Hložek, uřadující 1. místostarosta, po smrti RNDr. Rubíka přešly pravomoce na něj, USZ
- 2014, Mgr. Martin Hrabánek, ODS
- 2014–2016, Ing. Pavel Zálom, ČSSD
- 2016, Ing. Milan Grohmann, uřadující 1. místostarosta, který převzal po odvolání Ing. Záloma pravomoce, nestraník
- od roku 2016, Mgr. Martin Hrabánek, ODS